# L'Industrie de la vieillesse
 (décembre 2022).
Pour plus de détails, voir Fiche technique et Distribution.

L'Industrie de la vieille$$e est une websérie documentaire québécoise réalisée et produite par  Denys Desjardins et diffusée en ligne sur la plateforme TOU.TV. Lancée le 3 mars 2021 sur le site web de Radio-Canada, cette websérie explore 11 sujets liés au vieillissement de la population québécoise. Une expérience numérique intitulée 2031.quebec accompagne cette websérie et permet aux internautes de regarder les épisodes gratuitement en plus d'offrir une immersion dans l'univers des aînés en perte d’autonomie qui doivent s’armer de patience pour obtenir des soins publics de qualité. 

## Résumé
D’ici 2031, un quart des Québécois seront des aînés. Le Québec est-il prêt à faire face au vieillissement de sa population? Le cinéaste Denys Desjardins a rencontré plusieurs spécialistes et intervenants qui travaillent auprès des aînés, afin de documenter leurs expériences. Drame familial pour certains, manne économique pour d’autres, gouffre financier pour l’État, le constat qui en ressort est alarmant.

## Épisodes
1- Les Vieux  (13 min)
Au cours des 50 dernières années, notre relation avec les personnes âgées s'est grandement transformée. Si autrefois les grands-parents vivaient avec nous, aujourd’hui ils vivent à l’écart du monde dans des tours conçues pour eux. Ceux qu'on appelait les ancêtres sont-ils toujours nos proches?
2- D'ici 2031  (10 min) 
D’ici 2031, la plupart des baby-boomers seront à la retraite. Les démographes nous préviennent : la population du Québec est l'une des plus vieilles du monde. Alors que l’espérance de vie ne cesse d’augmenter, le Québec sera-t-il en mesure de répondre aux besoins d’une surpopulation d’aînés?
3- Soins à domicile, mythes ou réalités (11 min) 
Si autrefois les médecins et les infirmières se rendaient à domicile, pourquoi le Québec est-il devenu l'un des pires endroits du monde pour recevoir les soins à domicile?
4- La Vie de château (11 min) 
Avec ses 1 837 résidences privées pour aînés, le Québec est le champion de la vie en résidence. L’engouement est si fort que l’industrie prévoit construire 100 000 autres unités locatives d’ici les 15 prochaines années. Qu’est-ce qui explique ce phénomène?
5- La Vieillesse à la carte  (11 min) 
Pour répondre à la demande sans cesse grandissante en matière de soins aux aînés, le Québec a permis au secteur privé d’offrir des services payables à la carte. Qu’on soit riche ou pauvre, aurons-nous les moyens personnels et collectifs de payer notre vieillesse?
6- Proches aidants… pas toujours naturel  (11 min) 
Nous ne sommes jamais vraiment préparés à devenir le parent de nos parents. Pourtant, ceux qu’on appelle les proches aidants sont indispensables au bon fonctionnement de la famille et de la société. Découvrez dès maintenant les défis qui vous attendent!
7- Comment placer sa mère en 24 heures (11 min) 
Le réseau public des centres d’hébergement et de soins de longue durée est engorgé. Il faut s’inscrire sur une liste où il y a souvent jusqu’à deux ans d’attente, mais lorsqu’on vous appelle, vous n’aurez que 24 heures pour déménager. Incroyable, mais vrai!
8- Pour en finir avec les CHSLD (11 min) 
Au cours des 30 dernières années, les centres d’accueil sont devenus des centres d’hébergement. Maintenant, le gouvernement parle de construire des maisons des aînés. Que se passe-t-il exactement avec les CHSLD?
9- Préposés : femmes, immigrants ou robots (12 min) 
Le Québec fait face à une grave pénurie de main-d’œuvre dans les résidences privées et les CHSLD. Aujourd'hui, ce sont surtout les femmes et les immigrants qui sont prêts à soigner les aînés, mais restera-t-il encore quelqu'un demain pour prendre soin de nous? Sinon, peut-être des robots...
10- La Solitude des vieux jours (11 min) 
Avec le vieillissement de la population, de plus en plus de personnes se retrouvent seules. Plusieurs sont atteintes de troubles cognitifs ou de démences associées à la maladie d’Alzheimer. Pourquoi en sommes-nous rendus à abandonner nos proches?
11- Le Mot de la fin (17 min) 
En guise de conclusion, le cinéaste Denys Desjardins vous propose un dernier tour d’horizon en compagnie de tous les participants de la websérie qui, à tour de rôle et chacun à leur façon, abordent un sujet lié à l’industrie de la vieillesse.

## Participants
- Dr Alain Robillard, médecin
- Alain Boisvert, pharmacien
- Claude Paré, conseiller en hébergement
- Yves Desjardins, PDG
- Dr Réjean Hébert, gériatre
- Robert Bourbeau, démographe
- Marie-Josée Gauthier, travailleuse sociale
- Délès Jean, préposé
- Martin Roussy, préposé
- Yolande Simard-Perrault, archéologue
- Ramon Salas, retraité
- Alain Pelletier, infirmier
- Me Paul Brunet, avocat

## Crédits
- Idée originale : Denys Desjardins
- Réalisation et montage: Denys Desjardins
- Production: Denys Desjardins
- Scénarisation: Denys Desjardins et Mélanie S. Dubois
- Recherche: Denys Desjardins et Mélanie S. Dubois
- Recherche d'archives: Denys Desjardins et Lea Nakonechny
- Direction photo: Vincent Gonneville, Nicolas Canniccioni, Hong An Nguyen,Denys Desjardins
- Montage sonore: Bruno Pucella